# Dyirbal
Dyirbal gehört zu den Pama-Nyungan-Sprachen und wird in Australien gesprochen. Die Sprache ist fast schon ausgestorben: 2001 gab es (laut Dixon in einem Fax) nur noch sechs Sprecher, alle über 65-jährig.
Dank der Sprachbeschreibung von R. M. W. Dixon (1972) ist das Dyirbal schon lange bekannt für seine Ergativität, die sich sowohl in der Morphologie als auch in der Syntax auswirkt. Ein weiteres Kennzeichen der Sprache ist die Einteilung in vier Nominalklassen, von denen die zweite Bezeichnungen für „Frauen, Feuer und gefährliche Dinge“ umfasst (Buchtitel von George Lakoff 1987).

## Dyalŋuy
In der Dyirbal-Kultur gab es ein komplexes Tabu-System. Es war nicht erlaubt, mit den Schwiegereltern, den Schwiegertöchtern und -söhnen sowie den Kindern der Schwestern des Vaters und den Kindern der Brüder der Mutter, zu sprechen, mit diesen Blickkontakt aufzunehmen oder sich diesen zu nähern.
Wenn jemand in Hörweite eines Tabu-Verwandten war, musste er eine komplexe Höflichkeitsform der Sprache wählen. Diese hatte ähnliche Phoneme und eine ähnliche Grammatik aber mit einem vollkommen unterschiedlichen Vokabular mit Ausnahme der Wörter für die Großeltern.
Diese spezielle und komplexe Form der Sprache ist als Dyalŋuy bekannt. Das Dyalŋuy hat nur ein Viertel der Vokabeln im Vergleich zum tagtäglich gesprochenen Dyirbal, was den semantischen Inhalt in Anwesenheit von Tabu-Verwandten limitiert. Um diese Einschränkungen zu überwinden, verwendeten die Dyirbal viele syntaktische und semantische Tricks, um mit diesem minimalen Vokabular zurechtzukommen.
Das Vokabular in Dyalŋuy stammt im Wesentlichen aus drei Quellen:
- Lehnwörtern aus den tagtäglich in der Nachbarschaft gesprochenen Sprachen und Dialekten
- Der Schöpfung von neuen Dyalŋuy-Formen durch phonologische Veränderung von Lexemen aus der eigenen tagtäglich gesprochenen Sprache
- Lehnwörtern, die in der Nachbarschaft schon im Taboo-Stil bestanden[5]

Es wird angenommen, dass Kinder der Dyirbal-Stämme die Dyalŋuy-Sprache von ihren Cousins und Cousinen lernen mussten, die in ihrer Anwesenheit Dyalŋuy sprachen, nachdem sie die tagtägliche Sprache bereits beherrschten. Mit Beginn der Pubertät konnten die Jugendlichen bereits fließend Dyalŋuy sprechen und es im entsprechenden Kontext nutzen. Dieses Sprachphänomen, das oft auch Vermeidungssprache genannt wird, war typisch für die australischen Sprachen. Es bestand bis in die 1930er Jahre, als das Tabu-System weitgehend in Vergessenheit geriet.